# آلپی سایتون ای‌اچ۱۳۰
آلپی سایتون ای‌اچ۱۳۰ (به انگلیسی: Alpi Syton AH 130) یک بالگرد دونفره ایتالیایی است که از نظر بدنه، از روی محصول آمریکایی روتوروی اکسک الگوبرداری شده‌است ولی از یک موتور جت سولار کوچک به قدرت ۱۳۰ اسب بخار و فناوری الکترونیکی بهتری بهرمند است. خط تولید این محصول در شهر پوردنونه ایتالیا قرار دارد. وزن این بالگرد بصورت خالی، ۲۹۰ کیلوگرم و بیشینهٔ وزن برخاست آن ۵۸۰ کیلوگرم است.

## مشخصات
داده‌ها از Bayerl and Alpi Aviation
ویژگی‌های عمومی
- خدمه: one
- ظرفیت: one passenger
- طول: ۸٫۸۴ متر (۲۹ فوت ۰ اینچ)
- عرض: ۱٫۶۰ متر (۵ فوت ۳ اینچ)
- ارتفاع: ۲٫۴۰ متر (۷ فوت ۱۰ اینچ)
- وزن خالی: ۲۹۰ کیلوگرم (۶۳۹ پوند)
- وزن ناخالص: ۵۸۰ کیلوگرم (۱٬۲۷۹ پوند)
- ظرفیت سوخت: ۹۰ لیتر (۲۰ گالون بریتانیایی؛ ۲۴ گالون آمریکایی)
- پیشرانه: ۱ عدد turboshaft Solar T62, ۹۷ کیلووات (۱۳۰ اسب بخار)
- قطر روتور اصلی:  ۷٫۶۳ متر (۲۵ فوت ۰ اینچ)

عملکرد
- حداکثر سرعت: ۱۹۰ کیلومتر بر ساعت (۱۲۰ مایل بر ساعت، ۱۰۰ گره)
- سرعت کروز: ۱۸۵ کیلومتر بر ساعت (۱۱۵ مایل بر ساعت، ۱۰۰ گره)
- بیشینه سرعت مجاز: ۲۱۰ کیلومتر بر ساعت (۱۳۰ مایل بر ساعت، ۱۱۰ گره)
- بُرد: ۲۷۵ کیلومتر (۱۷۱ مایل، ۱۴۸ مایل دریایی)
- حداکثر ارتفاع: ۵٬۰۰۰ متر (۱۶٬۴۰۰ فوت)
- نرخ صعود: ۸٫۵ متر بر ثانیه (۱٬۶۷۰ فوت بر دقیقه)

## پی‌نوشت‌ها
1. 1 2  Bayerl, Robby; Martin Berkemeier; et al: World Directory of Leisure Aviation 2011-12, page 189. WDLA UK, Lancaster UK, 2011. ISSN 1368-485X
2. ↑  Alpi Aviation. "Syton AH 130". Archived from the original on 6 August 2016. Retrieved 24 January 2013.